# Luke Burton
Pour les articles homonymes, voir Burton.

a Compétitions nationales et continentales officielles uniquement.

b Matchs officiels uniquement.
Dernière mise à jour le 14 juin 2022.
Luke Burton, né le 17 février 1994, est un joueur australien de rugby à XV évoluant aux postes de centre, arrière ou demi d'ouverture. Il joue avec la franchise du Legion de San Diego en Major League Rugby depuis 2023. 